# VH1 Storytellers (álbum de Ringo Starr)
VH1 Storytellers es un álbum en directo del músico británico Ringo Starr, publicado por la compañía discográfica Mercury Records en octubre de 1998.
El álbum fue grabado para el programa de televisión Storytellers de la cadena VH1 en el Bottom Line Club de Nueva York el 13 de mayo de 1998, un mes después de la publicación del álbum Vertical Man. A diferencia de anteriores discos en directo, VH1 Storytellers incluye un concierto en un entorno íntimo, con intermedios en los que Ringo explica el origen de las canciones que interpreta.

## Historia
VH1 Storytellers fue grabado apenas un mes después de la publicación de Vertical Man. En vez de usar la All-Starr Band, Ringo ensayó para el concierto con The Roundheads, un grupo formado por sus más recientes colaboradores: Mark Hudson, Gary Burr y Steve Dudas, y contó con la presencia de Joe Walsh. 
A diferencia de otros álbumes en directo, en VH1 Storytellers hay un equilibrio entre las canciones interpretadas por Ringo durante su etapa en The Beatles y sus canciones en solitario, con predominancia de temas publicados en Vertical Man como «King of Broken Hearts», «La De Da» y «I Was Walkin'». La gran mayoría de las canciones incluyen un interludio en el que Ringo explica el origen de cada canción: en este aspecto, Ringo explica cómo compuso «Octopus's Garden» durante unas vacaciones en Grecia.
La penúltima pista de VH1 Storytellers, titulada «I've Got Blisters...», incluye la respuesta de Ringo a la pregunta de Danny Solazzi, miembro del grupo The Characters presente entre el público. A la pregunta de si en la canción «Helter Skelter» era Ringo o John quien gritaba al final «I've got blisters on my fingers» (en español: «Tengo ampollas en los dedos»), Ringo responde que fue él e imita el grito.

## Recepción
Publicado en octubre, VH1 Storytellers supone una edición exclusiva del catálogo musical de Ringo Starr debido a la extensa publicación de discos en directo de las diferentes ediciones de su All-Starr Band. A pesar de obtener buenas críticas de la prensa musical, VH1 Storytellers no entró en ninguna lista de discos más vendidos.

## Lista de canciones
| N.º | Título                                         | Escritor(es)                                           | Duración |  |
| 1.  | «With a Little Help from My Friends»           | John Lennon, Paul McCartney                            | 4:18     |  |
| 2.  | «It Don't Come Easy»                           | Richard Starkey, George Harrison                       | 3:!8     |  |
| 3.  | «I Was Walkin'»                                | Richard Starkey, Mark Hudson, Dean Grakal              | 4:21     |  |
| 4.  | «Don't Pass Me By»                             | Richard Starkey                                        | 5:40     |  |
| 5.  | «Back Off Boogaloo»                            | Richard Starkey                                        | 3:40     |  |
| 6.  | «King Of Broken Hearts»                        | Richard Starkey, Mark Hudson, Steve Dudas, Dean Grakal | 7:42     |  |
| 7.  | «Octopus's Garden»                             | Richard Starkey                                        | 2:51     |  |
| 8.  | «Photograph»                                   | Richard Starkey, George Harrison                       | 4:10     |  |
| 9.  | «La De Da»                                     | Richard Starkey, Mark Hudson, Steve Dudas, Dean Grakal | 5:04     |  |
| 10. | «What in the... World»                         | Richard Starkey, Mark Hudson, Steve Dudas, Dean Grakal | 5:31     |  |
| 11. | «Love Me Do»                                   | John Lennon, Paul McCartney                            | 3:42     |  |
| 12. | «With a Little Help from My Friends (Reprise)» | John Lennon, Paul McCartney                            | 1:19     |  |
| 13. | «I've Got Blisters...»                         |                                                        | 0:13     |  |
| 14. | «The End»                                      |                                                        | 0:03     |  |

## Personal
- Ringo Starr: batería, teclados y voz
- Joe Walsh: guitarra y coros
- Mark Hudson: guitarra, armónica y coros
- Gary Burr: guitarra, mandolina y coros
- Steve Dudas: guitarra
- Jack Blades: bajo y coros
- Jim Cox: teclados y coros
- Scott Gordon: armónica
- Simon Kirke: batería y percusión